# 1024
Évszázadok: 10. század – 11. század – 12. század
Évtizedek: 970-es évek – 980-as évek – 990-es évek – 1000-es évek – 1010-es évek – 1020-as évek – 1030-as évek – 1040-es évek – 1050-es évek – 1060-as évek – 1070-es évek
Évek: 1019 – 1020 – 1021 – 1022 –  1023 – 1024 – 1025 – 1026 – 1027 – 1028 – 1029

## Események

### Határozott dátumú események
- július 13. – II. Henrik német-római császár halálával kihal a Liudolf-ház.[1]
- szeptember 8. – II. Konrád trónra lépése német királyként.[2]

### Határozatlan dátumú események
- Fárszot Abu Kalidzsár örökli apjától, Szultán ad-Daulától.
- Az iszfaháni Kákújidák elfoglalják Szamá ad-Daula hamadáni emírségét (vagy 1023-ban).
- Bátyját, VIII. Benedeket követi a pápai trónon Romano tusculumi gróf, aki a XIX. János nevet veszi fel.[3][4]

## Születések
- I. Magnus norvég király († 1047)

## Halálozások
- április 9. – VIII. Benedek pápa[5]
- július 13. – II. Henrik német-római császár (Szent) (* 972)
- december folyamán – Szultán ad-Daula fárszi emír (* 993)